# Källskapania
Källskapania (Scapania paludosa) är en levermossart som först beskrevs av K. Müll., och fick sitt nu gällande namn av K. Müll.. Källskapania ingår i släktet skapanior, och familjen Scapaniaceae. Enligt den finländska rödlistan är arten nära hotad i Finland. Arten är reproducerande i Sverige. Artens livsmiljö är källmiljöer.